# Europawahl in Dänemark 2009
Die Europawahl in Dänemark 2009 fand am 7. Juni 2009 gleichzeitig mit einem Referendum über die Veränderung des dänischen Thronfolgegesetzes statt. Sie wurde im Zuge der EU-weit stattfindenden Europawahl 2009 durchgeführt, wobei in Dänemark 13 der 736 Sitze im Europäischen Parlament vergeben wurden.

## Ausgangslage und Parteien

### Scheidendes Parlament
| Fraktion                       | Fraktion                                                     | Mandate | Partei           | Partei                      | Mandate |
| ------------------------------ | ------------------------------------------------------------ | ------- | ---------------- | --------------------------- | ------- |
|                                | Fraktion der Sozialdemokratischen Partei Europas             | 5 / 14  |                  | Socialdemokraterne          | 5 / 14  |
|                                | Fraktion der Allianz der Liberalen und Demokraten für Europa | 4 / 14  |                  | Venstre                     | 3 / 14  |
|                                | Fraktion der Allianz der Liberalen und Demokraten für Europa | 4 / 14  | Radikale Venstre | 1 / 14                      |         |
|                                | Fraktion der Europäischen Volkspartei                        | 1 / 14  |                  | Det Konservative Folkeparti | 1 / 14  |
|                                | Union für das Europa der Nationen                            | 1 / 14  |                  | Dansk Folkeparti            | 1 / 14  |
|                                | Die Grünen/Europäische Freie Allianz                         | 1 / 14  |                  | Socialistisk Folkeparti     | 1 / 14  |
|                                | Die Linke im Europäischen Parlament – GUE/NGL                | 1 / 14  |                  | Folkebevægelsen mod EU      | 1 / 14  |
|                                | Fraktion Unabhängigkeit/Demokratie                           | 1 / 14  |                  | JuniBevægelsen              | 1 / 14  |
|                                |                                                              |         |                  |                             |         |
| Quelle: Europäisches Parlament |                                                              |         |                  |                             |         |

### Listen und Parteien
Alle dänischen Parteien, die schon bei der Europawahl 2004 im Europäischen Parlament Sitze gewonnen hatten, traten erneut zur Wahl an. Dies waren die Socialdemokraterne (S, 2004: 5 Sitze), die liberale Venstre (V, 3 Sitze), die Konservative Folkeparti (KF; 1), die grün-linke Socialistisk Folkeparti (SF, 1), die sozialliberale Radikale Venstre (B, 1), die nationalkonservative Dansk Folkeparti (DF, 1) sowie die EU-skeptische Junibevægelsen (J, 1) und die die EU ablehnende Folkebevægelsen mod EU (N, 1). Außerdem trat die Liberal Alliance zur Wahl an.
| N. | Liste | Liste                            | Europapartei |
| -- | ----- | -------------------------------- | ------------ |
| A  |       | Socialdemokraterne (S)           | SPE          |
| B  |       | Radikale Venstre (RV)            | ELDR         |
| C  |       | Det Konservative Folkeparti (KF) | EVP          |
| F  |       | Socialistisk Folkeparti (SF)     | –            |
| I  |       | Liberal Alliance (LA)            | –            |
| J  |       | JuniBevægelsen                   | EUD          |
| N  |       | Folkebevægelsen mod EU           | EUD          |
| O  |       | Dansk Folkeparti (DF)            | AEN          |
| V  |       | Venstre (V)                      | ELDR         |

Die Wahl erfolgte nach dem Verhältniswahlrecht mit Vorzugsstimmen nach dem D’Hondt-Verfahren, wobei das ganze Land als einheitlicher Wahlkreis galt. Da das D’Hondt-Verfahren größere Parteien leicht bevorzugt, kam es wie schon 2004 zu Listenverbindungen verschiedener Parteien:
- die Socialdemokraterne mit der Radikale Venstre und der Socialistisk Folkeparti,
- die Venstre mit der Konservative Folkeparti und der Liberal Alliance,
- die Junibevægelsen mit der Folkebevægelsen mod EU.

Nur die Dansk Folkeparti trat ohne Listenverbindung an.

## Ergebnis

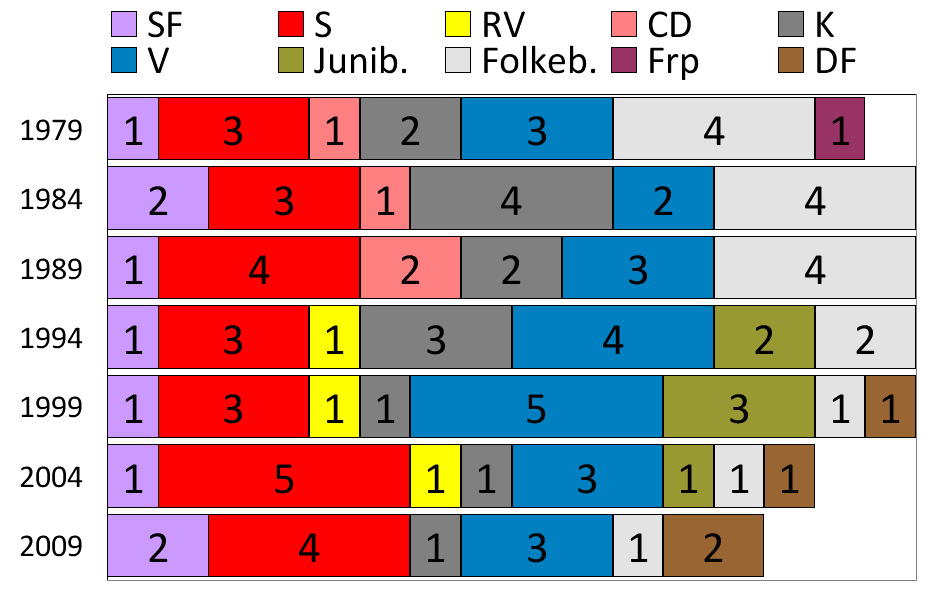
Dänische Europa-Abgeordnete 1979–2009 nach Parteien. Die überparteilichen Anti-Europa-Bewegungen verlieren an Gewicht.

Die Wahlbeteiligung betrug 59,5 % und lag damit über dem europaweiten Durchschnitt (43,1 %) und auch höher als bei der Europawahl in Dänemark 2004 (47,9 %).
Die Socialdemokraterne verloren deutlich an Stimmen, konnten sich jedoch knapp als stärkste Partei vor der Venstre halten, die kaum dazugewann. Deutliche Zugewinne erfuhren vor allem SF und DF. Die Radikale Venstre verlor leicht, die Junibevægelsen deutlich an Stimmen; beide büßten ihren Sitz im Parlament ein.
| Listen                     | Listen                      | Stimmen   | %    | +/-   | Mandate | +/- |
| -------------------------- | --------------------------- | --------- | ---- | ----- | ------- | --- |
|                            | Socialdemokraterne          | 503.439   | 21,5 | −11,2 | 4       | –1  |
|                            | Venstre                     | 474.041   | 20,2 | +0,9  | 3       | ±0  |
|                            | Socialistisk Folkeparti     | 371.603   | 15,9 | +7,9  | 2       | +1  |
|                            | Dansk Folkeparti            | 357.942   | 15,3 | +8,5  | 2       | +1  |
|                            | Det Konservative Folkeparti | 297.199   | 12,7 | +1,3  | 1       | ±0  |
|                            | Folkebevægelsen mod EU      | 168.555   | 7,2  | +2,0  | 1       | ±0  |
|                            | Radikale Venstre            | 100.094   | 4,3  | -2,1  | –       | –1  |
|                            | JuniBevægelsen              | 55.459    | 2,4  | -6,7  | –       | -1  |
|                            | Liberal Alliance            | 13.796    | 0,6  | Neu   | –       | Neu |
| Gesamt                     | Gesamt                      | 2.342.128 | 100  |       | 13      | –1  |
|                            |                             |           |      |       |         |     |
| Ungültige Stimmen          | Ungültige Stimmen           | 73.440    | 3,0  |       |         |     |
| Wähler                     | Wähler                      | 2.415.568 | 59,5 |       |         |     |
| Wahlberechtigte            | Wahlberechtigte             | 4.057.100 |      |       |         |     |
|                            |                             |           |      |       |         |     |
| Quelle: Danmarks Statistik |                             |           |      |       |         |     |

- Wahlbündnisse:

| Listen | Listen                                                          | Stimmen | %    | Mandate |
| ------ | --------------------------------------------------------------- | ------- | ---- | ------- |
|        | Socialdemokraterne – Radikale Venstre – Socialistisk Folkeparti | 975.136 | 41,6 | 6       |
|        | Det Konservative Folkeparti – Liberal Alliance – Venstre        | 785.036 | 33,5 | 4       |
|        | JuniBevægelsen – Folkebevægelsen mod EU                         | 224.014 | 9,6  | 1       |

## Fraktionen im Europäischen Parlament
| Partei                         | Partei                      | Mandate | Fraktion |
| ------------------------------ | --------------------------- | ------- | -------- |
|                                | Socialdemokraterne          | 4 / 13  | S&D      |
|                                | Venstre                     | 3 / 13  | ALDE     |
|                                | Socialistisk Folkeparti     | 2 / 13  | G/EFA    |
|                                | Dansk Folkeparti            | 2 / 13  | EFD      |
|                                | Det Konservative Folkeparti | 1 / 13  | EVP      |
|                                | Folkebevægelsen mod EU      | 1 / 13  | GUE/NGL  |
|                                |                             |         |          |
| Quelle: Europäisches Parlament |                             |         |          |

## Wahlfolgen
Während die meisten dänischen Parteien sich auch nach der Wahl wieder den Fraktionen im Europaparlament anschlossen, denen sie auch zuvor schon angehört hatten, ergaben sich für die Dansk Folkeparti Schwierigkeiten. Diese hatte vor der Wahl der nationalkonservativen Fraktion Union für ein Europa der Nationen (UEN) angehört, die nach der Wahl jedoch nicht mehr die Bedingungen zur Gründung einer Fraktion erfüllte und sich auflöste. Die DF schloss sich daraufhin der neu gegründeten rechtskonservativ-europaskeptischen Fraktion Europa der Freiheit und der Demokratie (EFD) an.
Die Junibevægelsen, die 1992 als eine nur auf europapolitische Themen gerichtete Partei gegründet worden und stets nur bei Europawahlen angetreten war, kündigte unmittelbar nach dem Verlust ihres einzigen Sitzes im Europaparlament ihre Auflösung an.